# Frederick Hird
Frederick Sylvester Hird (6 dicembre 1879 – Des Moines, 27 settembre 1952) è stato un tiratore a segno statunitense.

## Palmarès

### Olimpiadi
- 3 medaglie:
  - 1 oro (Stoccolma 1912 nella carabina piccola individuale)
  - 2 bronzi (Stoccolma 1912 nella carabina piccola bersaglio a scomparsa a squadre; Stoccolma 1912 nella carabina piccola a squadre)